# Jean Ambroise (imprimeur)
Pour les articles homonymes, voir Jean Ambroise et Ambroise.
 (juin 2023).
Jean Ambroise est un imprimeur français des XVIIe et XVIIIe siècles. Il est le fils de Jean Ambroise.

## Biographie
Selon l'acte de partage de 1687 entre les enfants de Jean Ambroise et de Marie Péguineau, deux d'entre eux, Jean et Michel, avaient pris l'état de leur père et que l'un des gendres, Jean Berthet, faisait le commerce de la librairie ; toutefois dès la mort du chef de famille, par acte du 22 février 1677, Jean Ambroise avait acheté le fonds d'imprimerie, et c'est lui qui continua l'industrie paternelle. Il versa pour prix de cette acquisition une somme de 600 livres, et s'engagea à faire à sa mère une rente viagère de 100 livres. Son frère Michel ayant quitté le monde pour prendre l'habit religieux des Capucins, Jean, deuxième du nom, fut seul à représenter la famille dans la profession qui a fait à Laval la réputation attachée au nom des Ambroise.
Il avait épousé à Laval, vers 1671, Marie Fanouillais, d'une famille dont on rencontre souvent le nom dans les documents et les généalogies locales. Leur descendance fut nombreuse. Neuf enfants sont encore représentés dans un acte de 1722 concernant la succession de Marie Fanouillais, leur mère. Jean Ambroise vivait encore, mais il avait fait démission de ses biens en faveur de ses enfants dont plusieurs suivaient la carrière paternelle, tandis que d'autres avaient embrassé diverses vocations.

## Incident duSermon sur l'excellence du vin
Marc-Antoine Roger, opérateur-oculiste demeurant à Paris, qui arrivait à Laval au mois d'octobre 1690 pour exercer son art au profit des habitants, utilisait les deux moyens de publicité ; sur les planches de son établissement improvisé, il employait toutes les ressources de son éloquence à attirer l'attention bienveillante du public, et, par surcroît, il faisait imprimer « des receptes de l'orviétan qu’il vendoit ». On apprenait, dans ces placards, que l'opérateur habitait la Capitale et qu'il était venu, au cours d'une tournée de bienfaisance humanitaire, visiter le bon peuple.
Jean Ambroise, alors seul imprimeur à Laval, reçut donc la visite de cet artiste, qui venait lui commander l'impression de ses feuilles. On composait en ce moment à l'atelier une petite brochure dont quelques épreuves étaient déjà tirées et couraient sur les tables. Marc-Antoine en examina une, la lut par curiosité et, tout charlatan qu’il était, en fut quelque peu scandalisé. L'imprimeur qui survint et qui prit son visiteur pour un industriel peu scrupuleux, lui dit que c’était une drôlerie que l'on pourrait vendre sur un théâtre forain. À cette invitation indirecte, l’oculiste répondit avec dignité qu'il ne vendait pas ces bagatelles.
Il prit toutefois pour lui un exemplaire de la première feuille du tirage, qui portait ce titre Sermon sur l’excellence du vin. Il le lut et en fut scandalisé. Comme il avait dans sa clientèle le fils du juge de police, le vendeur d'orviétan ne manqua pas de lui parler du libelle, d'autant qu'il se plaignait amèrement du curé de la Trinité de Laval qui prêchait contre lui à son prône, et qui ferait bien mieux, ajoutait-il, de surveiller et dénoncer ses paroissiens. L'opérateur porta encore ses doléances contre Pierre Bureau, docteur en théologie et curé de la Trinité, à un père Jacobin, qu'il consulta pour savoir si en conscience son état était damnable. — Vous pouvez vous y sauver, répond le directeur. — Que M. le curé porte donc son zèle contre l'auteur de cette impiété, dit Marc-Antoine Roger, en présentant au religieux la feuille qu'il s'est procurée, et qui, prétendait-il, avait déjà été répandue dans le public. Le Jacobin dut répondre que M. Bureau n'épargnait pas plus ses paroissiens que les étrangers, car c'était la vérité, et qu'il s'attirait même par l'âpreté de son zèle de nombreuses inimitiés.
Jean Ambroise eut un autre dénonciateur dans la personne de maître René Ruffin, avocat à Laval. Celui-ci, dès le mois de septembre, s'étant rendu pour affaires chez l'imprimeur, y trouva nombreuse société : c'étaient messires Julien Martin et Urbain Leblanc, prêtres de la ville, et Joseph Lebreton, curé de Simplé, puis messieurs André Petit, procureur du grenier à sel de La Gravelle et Charles Quihéry, praticien. Tous semblaient les familiers de la maison car après avoir visité l'atelier et conversé assez longuement, ils s'attablèrent pour collationner sous prétexte que les ecclésiastiques ne pouvaient, d'après les statuts diocésains, le faire à l'auberge. Dans l'intimité de cette réunion amicale, on se montra même une pétition plaisamment versifiée adressée à l'évêque du Mans contre cette interdiction gênante. La conversation roula ensuite sur l'opuscule qui se composait à l'imprimerie. Maître Ruffin fit ses remontrances à Jean Ambroise qui répondit que si le latin qui s'y trouvait était répréhensible il n'en savait rien, ne le comprenant point, que d'ailleurs cette drôlerie avait déjà été imprimée en d'autres villes et dernièrement à Paris, qu'enfin le manuscrit lui en avait été donné par les sieurs Lucé et Rachellé, commis de monsieur de Sinfray, directeur des gabelles. L'affaire était trop ébruitée pour ne pas arriver aux oreilles de la justice qui dut en informer. On reconnut que le Sermon sur l'excellence du vin, comprenant deux petites feuilles d'impression, contenait plusieurs passages de la Sainte-Écriture appliqués à la débauche, et que l'épigraphe Bonum vinum laetificat cor hominum était dite, par profanation, tirée de la loi de Bacchus. Diverses sentences s'y rencontraient aussi contraires aux bonnes mœurs. Jean Ambroise fut condamné à la confiscation et à la destruction du livret, à cent sols d'amende et autant en aumône aux hôpitaux, puis fut cité à comparaître devant le tribunal pour être admonesté. Il ne semble pas qu'il ait accepté de bien bonne grâce la réprimande, car le procès-verbal constate seulement qu'il répliqua : « Je répondrai après avoir consulté mon conseil. »

## Publications
Les publications connues du second des Ambroise, relativement nombreuses, se renferment dans une période qui commence à l'année 1684 et se termine en 1713. Les Observations sur la coutume de Bretagne, décrites ci-après, feraient honneur à n'importe quel atelier de province. Les autres, dont suit l'énumération, n'ont rien de remarquable.
- Prières pour implorer l'assistance de Dieu contre les Turcs, avec une brève instruction pour gagner le jubilé. — Laval, Jean Ambroise, 1684 ;
- Règlement pour la manufacture des toiles de la ville et comté de Laval. — Laval, Jean Ambroise, 1684. In-4° de 28 pages ;
- Observations sommaires sur la Coutume de Bretagne pour faire connoître le sens qu'elle avait dans son origine, et celui que l'usage luy a donné. Avec la réduction de la même coutume, selon l'ordre des matières, et la pratique ordinaire du Palais. Par Me Pierre Abel, avocat en Parlement. A Laval, chez Jean Ambroise, imprimeur du Roy, et de Monseigneur le duc de la Trémoüille. 1689. Avec privilège. In-4°, comprenant, outre le titre, 52 pages pour la préface, 338 pages pour le premier ouvrage : Observations sommaires, etc., nouveau titre et 214 pages pour la Réduction de la coutume, etc., plus 6 feuillets non paginés pour la table méthodique et une page d'errata[B 1] ;
- Prières ordonnées par Monseigneur l'Evesque du Mans pour dire aux églises où sont les stations du Jubilé. — Laval, Jean Ambroise, 1690 ;
- Libellé sur l'excellence du vin, avec cette épigraphe : Bonum vinum laetificat cor hominis ;
- Pratiques dévotes et fort utiles à l'honneur de la Très-Sainte Vierge, etc[B 2]. Petit in-8, plus grand toutefois que la première édition. Il n'a que 71 pages et reproduit exactement le texte premier ;
- Ordre et instruction pour gagner le Jubilé de l'année sainte 1703, dans la ville de Laval. — Laval, Jean Ambroise, 1703 ;
- Institution de la confrairie du Saint Sacrement de l'autel érigée dans l'église paroissiale de la Sainte Trinité de Laval, rétablie sous l'authorité de Monseigneur l'Illustrissime et Reverendissime Louis de Lavergne Montenard de Tressan Evesque du Mans. A Laval, par Jean Ambroise, imprimeur de Monseigneur le Duc de la Trémoïlle, 1706[B 3] Petit in-12, 42 pages. À la fin, attestation de L. Bureau, docteur de Sorbonne, chanoine de Chartres. — A Laval, 22 septembre 1706 ;
- Relation de ce qui s'est passé de plus magnifique, de plus pompeux, de plus auguste, pendant l'octave de la canonisation de Saint Pie V, Pape … Par mademoiselle Denisot. Laval, Jean Ambroise, 1713[B 4]. Le volume suivant destiné aux membres d'une œuvre de charité lavalloise, fut imprimé à Paris alors que Jean Ambroise produisait des œuvres importantes[B 5] ;
- Reglemens de la Compagnie de Charité établie dans la ville de Laval contenant deux parties. L'une qui regarde les Dames, et l’autre les Sœurs. Avec l'ordonnance de Monseigneur l'Evêque du Mans, et l'agrément de son Altesse Madame la duchesse de la Trémoïlle. A Paris. Chez Clement Gasse, proche S. Estienne du Mont. Avec approbation et permission. Sans Date. Le permis d'imprimer est du 30 mars 1684, signé : De la Raynie. Petit in-8 de 121 pages chiffrées[B 6].